# Шварц, Сергей Александрович
Серге́й Алекса́ндрович Шварц (5 [18] октября 1895, Ново-Николаевск, Томская губерния — 1942) — советский государственный и партийный деятель, первый председатель Исполнительного комитета Новосибирского областного Совета депутатов трудящихся (1937).

## Биография
Родился 5(18).10.1895 в п. Александровский (будущий г. Новосибирск) в семье грузчика Александра Васильевича Шварца.
История переселения Шварцов в Сибирь трагична. Дед Сергея Василий, будучи солдатом, выступил против офицера, за что приговорен к расстрелу, замененному пожизненной ссылкой. Его жена, не выдержав потрясения, скончалась, а Василий с шестилетним сыном Сашей прибыл в Нарымский край. Зимой Василий погиб, а мальчика забирал к себе на воспитание политический ссыльный. Повзрослев, Александр устроился работать грузчиком на пристань.
Первый сын в семье Александра, родившийся 5 (18) октября 1895 года, был назван Сергеем.
С 1904 по 1908 год Сергей учился в церковно-приходской школе. В 1908 году из-за тяжелой болезни отцу пришлось оставить работу и недоучившийся Сергей был вынужден искать первые заработки. Он работал учеником пекаря, рассыльным в магазине, на мельнице, был грузчиком.

### Подпольная деятельность
К революционной деятельности был привлечён отцом, состоявшим членом РСДРП города Ново-Николаевска. В ноябре 1912 года принят в партию. В том же году умирает отец и вся забота о близких ложится на плечи юного Сергея.
Работая грузчиком на складах общества потребителей «Экономия», проводил политические беседы на политические темы с рабочими. Выполнял отдельные поручения партийных лидеров города В. Р. Романова и С. И. Якушева.
В 1914 году по заданию партии организовал забастовку грузчиков, направленную против увеличения рабочего дня и снижения зарплаты, связанных с началом Первой мировой войны.
Летом 1915 года за организацию забастовки на мельнице Туркина Сергея Шварца арестовали, но рабочие, встав на его защиту, заставили пристава отпустить арестованного; впрочем, как политически неблагонадежный, он должен был ежемесячно являться в охранное отделение для регистрации.
В августе 1915 года был призван в царскую армию и зачислен в Томский запасной батальон. Шварц вспоминал, что на фронте он вместе с другими большевиками развернул агитационную работу среди солдат, в результате которой солдаты отказались идти в бой. Командование отвело часть с позиций, и воспользовавшись этим случаем, в феврале 1916 года он покидает полк, прибыв через пять месяцев в родной город.
В Ново-Николаевске Сергей становится одним из активных членов подпольной организации РСДРП, основателем профессионального союза грузчиков и первым его председателем.

### Гражданская война
После февральской революции Сергей Шварц избирается в Совет рабочих и солдатских депутатов, становится членом его исполнительного комитета.
20 января 1918 года его направляют членом губисполкома в Томск для осуществления разгона областной думы и ареста её членов, а также национализации пароходства и типографии «Сибирской жизни». Благодаря решительным действиям Шварцу удается выполнить задание, после чего его отзывают в Ново-Николаевск и назначают комиссаром по труду.
Весной 1918 года, в связи с введением в Сибири военного положения, в городе создается военно-революционный штаб, начальником которого назначается С. А. Шварц. Опираясь на Красную гвардию, штаб взял под охрану все важнейшие объекты города.
25 мая 1918 года в Доме революции проходил пленум Ново-Николаевского Совета депутатов, а в ночь на 26 мая все члены исполкома, в их числе и Шварц, были арестованы чехословацкими мятежниками.
Больше года находился в Ново-Николаевской и Томской тюрьмах, затем переведён в Красноярскую, через некоторое время в Иркутскую и, наконец, в Александровский централ. Здесь, получив сведения о продвижении Красной Армии, заключенные начали усиленно готовить побег.
2 сентября 1919 года было поднято восстание и заключенные вышли на волю. После нескольких дней блуждания по тайге Шварцу с товарищами удалось связаться с подпольем.
В деревне Лузгино Осинской волости Балаганского уезда Иркутской губернии он организовал партизанский отряд в 68 человек, который в ноябре 1919 года влился в партизанский отряд Нестора Каландаришвили. В отряде находился на командных постах вплоть до помощника командующего Верхоленским фронтом.
После восстановления власти Советов в Прибайкалье Шварц назначается военным комиссаром 1-й Иркутской стрелковой дивизии, которая была переброшена на Дальний Восток для ликвидации остатков армии Колчака и банды атамана Семёнова. Участвует в боях за город Верхне-Удинск, Петровский завод, станцию Хилок.
В боях под станцией Ингода был ранен, позже заразился сыпным тифом. После выздоровления участвует в боях за Читу. При заключении мира с Японией на станции Гонгота Сергей Шварц являлся техническим секретарем делегации дальневосточной республики.
В 1921 году на первом Всеармейском съезде комиссаров и политработников Дальневосточной республики избран делегатом Х съезда РКП(б).
После возвращения со съезда Сергея Шварца оставили в городе Омске для работы в Сибирском революционном комитете. В феврале 1921 года Сибревком переводится в Ново-Николаевск, куда переезжает и Шварц.

### Партийная работа
Сергей Шварц назначается членом коллегии Сибирского военно-революционного трибунала. В результате эффективной борьбы с саботажниками введения продналога Сибирь дала 28 процентов всего заготовленного в стране хлеба. За выполнение продналога и помощь голодающим Поволжья ВЦИК специальным постановлением вынес благодарность трудящимся Сибири.
Осенью 1921 года Сибирское бюро ЦК РКП(б) отзывает Шварца из состава трибунала и выдает ему мандат заместителя председателя губернской комиссии по чистке партийной организации. В этой работе он проявил себя очень внимательным, осмотрительным и осторожным. Коммунист К. Ф. Кириллов цитирует С. А. Шварца:

Нам нужны в партии такие люди, которым народ, как себе, доверяет. Очень больно лишаться товарища по партии, и вы эту боль никогда не притупляйте, чувствуйте её сердцем. Но грош нам цена, если мы от жалости, от стыда, страха или ещё от чего снизим требовательность. Один негодяй с партийным билетом приносит больше зла, чем десять честных коммунистов делают добра.
С 8 февраля 1922 года по 15 февраля 1923 года работал ответственным секретарем Канского уездного комитета РКП(б).
В марте 1922 года избирается делегатом XI съезда РКП(б) с правом решающего голоса. В мае 1924 года был делегатом XIII съезда РКП(б).
В отзыве бюро губкома РКП(б) о работе С. А. Щварца записано:

Как руководитель и организатор, проявил себя умело. В окружающей обстановке ориентируется быстро. В работе умел тактично подходить к разрешению задач, проявляя инициативу, подбирал деловых сотрудников и устанавливал деловое сотрудничество и руководство ими. Вполне целесообразно использование на партийной работе в губернском масштабе, как имеющего опыт и достаточно знакомого с работой.
В начале 1923 года Шварц становится заместителем заведующего орготделом Ново-Николаевского губкома РКП(б), назначается членом аттестационной комиссии губкома.
С 15 сентября 1923 года выдвигается ответственным секретарём Ново-Николаевского укома РКП (б) и членом бюро губкома партии. Руководимый Сергеем Шварцем уездный комитет привлек к шефской работе города над деревней 44 городские партячейки, профсоюзные и хозяйственные организации. Это начинание в короткий срок превратилось в традицию.
В 1924 году Сергей Шварц командируется на годичные курсы уездных партийных работников в Москву. После их окончания направляется в Ойратская автономная область в обком ВКП(б) заведующим отделом.
В сентябре 1927 года возвращается в Новосибирск и избирается секретарем Вокзального райкома партии, затем отзывается в окружком ВКП(б) заведующим орготделом.
С 1928 по 1930 годы являлся слушателем марксистских курсов в Москве.
В августе на первой партийной конференции С. А. Шварц избран в состав горкома, а с ноября 1930 года по февраль 1935 года возглавляет Новосибирскую городскую партийную организацию. Это были трудные годы начала индустриализации Сибири. О напряженности и широте диапазона деятельности горкома партии говорят следующие данные: только за период с августа 1930 года по июнь 1931 года включительно проведено 56 заседаний бюро горкома партии, на них рассмотрено 804 вопроса.
В те годы в аппарате горкома не было своей партийной организации, все его работники состояли на учёте в разных первичных организациях. С. А. Шварц числился в партячейке локомотивного депо.
В феврале 1935 года С. А. Шварц назначается начальником политотдела Томской железной дороги. В это время в связи с развитием Кузбасса работа дороги стала одним из важнейших участков народного хозяйства. Через год он отзывается в краевой комитет партии на должность заведующего советско-торговым отделом, в июне 1937 года избирается первым заместителем председателя Западно-Сибирского крайисполкома.
В октябре 1937 года Сергей Шварц становится первым председателем исполкома Новосибирской области, образованной 28 сентября 1937 года путём разделения Западно-Сибирского края на Новосибирскую область и Алтайский край.
У расстрелянного в 1937 году Михаила Тухачевского нашли письма жены Шварца.
4 января 1938 года на основании ложных обвинений С. А. Шварц был репрессирован. Расстрелян в 1942 году на территории Саратовской области. Реабилитирован в 1956 году.